# 엘리자베스 헨스트리지
엘리자베스 헨스트리지(영어: Elizabeth Henstridge, 1987년 9월 11일 ~ )는 잉글랜드의 배우이며, ABC의 드라마 에이전트 오브 S.H.I.E.L.D.의 제마 시먼스 요원 역으로 잘 알려져있다.

## 삶과 경력
그는 잉글랜드 셰필드에서 태어났으며 버밍엄 대학교를 졸업하고 이스트15 배우학교에서 공부를 하고 로스앤젤레스로 건너갔다. 그는 2012년 The CW TV 파일럿 Shelter에 캐스팅이 되었고, 영화 The Thompsons, Gangs of Tooting Broadway, Reach Me에 주연으로 출연했다. 영국 TV 프로그램에서는 연속극 Hollyoaks에 에밀리 알렉산더(Emily Alexander) 역으로 2011년에 출연했다.

2012년 12월에 그는 ABC 시리즈 에이전트 오브 S.H.I.E.L.D.에서 Jemma Simmons 요원 역할로 고정 출연에 캐스팅됐다.

## 사생활
헨스트리지는 배우 재커리 아벨과 교제중이다. 매기라는 이름의 개를 기르고 있다. 자선 단체인 스마일 트레인을 후원하고 있다.

## 출연작 목록

### TV 드라마
| 연도    | 제목                       | 원제                              | 배역            | 비고                   |
| ------- | -------------------------- | --------------------------------- | --------------- | ---------------------- |
| 2011    | 홀리오크                   | Hollyoaks                         | 에밀리 알렉산더 | 3회분 출연             |
| 2013-20 | 에이전트 오브 쉴드         | Agents of S.H.I.E.L.D.            | 제마 시먼스     | 주연                   |
| 2015-17 | 펜 제로                    | Penn Zero: Part-Time Hero         | 공주            | 애니메이션             |
| 2016    | 얼티밋 스파이더맨          | Ultimate Spider-Man               | 제마 시먼스     | 애니메이션             |
| 2016    | 에이전트 오브 쉴드: 슬링샷 | Agents of S.H.I.E.L.D.: Slingshot | 제마 시먼스     | "Progress" 에피소드    |
| 2017    | 템퍼러리                   | Temporary                         | 에밀리          | "Poe Fashion" 에피소드 |
| 2022    | 용의자들                   | Suspicion                         | 타라            | 주연                   |

### 영화
| 연도 | 제목                      | 원제                      | 배역            | 비고    |
| ---- | ------------------------- | ------------------------- | --------------- | ------- |
| 2012 | 톰슨 가족                 | The Thompsons             | 라일리 스튜어트 |         |
| 2013 | 갱스 오브 투팅 브로드웨이 | Gangs of Tooting Broadway | 케이트          |         |
| 2014 | 더 타겟                   | Reach Me                  | 이브            |         |
| 2016 | 울브스 앳 더 도어         | Wolves at the Door        | 애비게일 폴저   |         |
| 2019 | 광장의 크리스마스         | Christmas at the Plaza    | 제시카 쿠퍼     | TV 영화 |